# مارك ويلسون (لاعب دارت)
مارك ويلسون (بالإنجليزية: Mark Wilson)‏ هو لاعب دارت بريطاني، ولد في 8 أكتوبر 1977 في دونكاستر في المملكة المتحدة.